# Hanča
Hanča, též handža, (znaky: 漢字, hangul: 한자, foneticky /한짜/, /han.tɕa/) je korejský název pro starověké východoasijské znaky. Přesněji řečeno, jsou to ty starověké východoasijské znaky, které byly včleněny do korejského jazyka, přičemž výslovnost původních starověkých východoasijských znaků se přizpůsobila korejskému fonologickému systému.

## Původ názvu
Název „hanča“ se skládá ze dvou čínských znaků: 漢 (한 /han/), který označuje sjednocený čínský národ Chanů, a znak 字 (자 /tɕa/), který označuje písmo. Na druhé straně název pro korejskou abecedu Hangul (한글) je složenina dvou slabik: han (韓/한), tj. korejský, a kul (글), písmo/znak. Hanča jsou téměř identické s tradičními čínskými znaky.
Korejskému názvu hanča odpovídá v čínštině název chan-c’ (pinyin: hanzi) a v japonštině název kandži. Ale na rozdíl od kandži či současných čínských znaků, které byly zjednodušeny, si hanča zachovaly svůj původní vzhled a po staletí se téměř nezměnily.

## Slova
Hančao (한자어/漢字語) jsou taková korejská slova, která se dají zapsat pomocí znaků hanča. Avšak původní korejská slova a morfémy se dají zapsat jedině pomocí abecedy hangul. Ještě před vytvořením abecedy v roce 1443 byly pokusy vytvořit systém písma na základě zjednodušených znaků, které by reprezentovaly korejské morfémy – hjangčchal (향찰/鄕札), kugjol (구결/口訣) a idu (이두/吏讀). Ale tyto systémy byly velmi těžkopádné a naučit se psát tímto způsobem vyžadovalo i tak znalost komplikovaného systému čínských znaků. Ve skutečnosti se všechny dokumenty psaly v klasické čínštině (podobnou pozici měla v Evropě latina). Prakticky se pomocí znaků psalo v Koreji až do začátku 20. století. Až v začátcích japonské okupace Koreje nacionalistické hnutí prosadilo používání abecedy.

## Dějiny

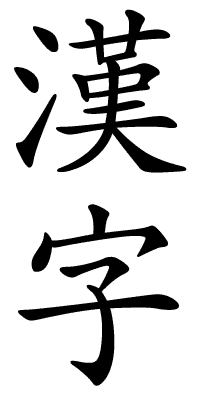
Slovo hanča napsané znaky

Zavádění čínských znaků v Koreji bylo postupné. Nejprve se začaly používat k označení osobních jmen a zeměpisných názvů, později ke dokumentování důležitých událostí, až nakonec každý, kdo chtěl zastávat veřejný post musel ovládat klasickou čínštinu. Dnes téměř všichni Korejci dokážou svá jména zapsat pomocí písma hanča.
Výrazným posunem v používání znaků bylo rozšíření buddhismu na Korejském poloostrově. Ale nebyly to buddhistické náboženské texty, které podpořily rozšíření znaků, ale čínská čítanka Čchien-c'-wen (천자문/千字文, /tɕʰʌn.dʑa.mun/, Text o tisíci znacích).
Od počátku 20. století byly nahrazeny čínské znaky korejskou abecedou. Ve skutečnosti plný rozvoj korejského jazyka a abecedy nastal až po osvobození od japonské okupace v roce 1945. S rozdělením poloostrova nastala i diverzifikace v používání znaků hanča v severní a jižní části poloostrova. Zatímco na jihu byl přechod od smíšeného systému k zápisu pomocí samotné abecedy Hangul plynulejší, na severu bylo v roce 1948 na příkaz Kim Ir-sena zakázáno používat čínské znaky a okamžitě se přešlo na horizontální levo-pravý zápis (dříve se text zapisoval vertikálně shora dolů a zprava doleva). V současnosti se učí základních 2000 znaků na středních školách v Jižní Koreji. Ale poslední generace neovládají znaky a jsou k nim dost lhostejné.